# Agada clavicornis
Agada clavicornis là một loài bọ cánh cứng trong họ Cerambycidae.